# The Century of Self
The Century of Self è il sesto album in studio del gruppo musicale rock statunitense ...And You Will Know Us by the Trail of Dead, pubblicato nel 2009.

## Tracce
1. The Giants Causeway – 2:38
2. The Far Pavilions – 4:54
3. Isis Unveiled – 6:27
4. Halcyon Days – 6:36
5. Bells of Creation – 5:23
6. Fields of Coal – 3:42
7. Inland Sea – 4:08
8. Luna Park – 4:22
9. Pictures of an Only Child – 4:43
10. Insatiable (One) – 2:02
11. Ascending – 4:47
12. An August Theme – 0:50
13. Insatiable (Two) – 3:03

## Formazione
- Kevin Allen
- Conrad Keely
- Jay Leo Phillips
- Clay Morris
- Jason Reece
- Aaron Ford